# Hixton
Hixton ist eine Gemeinde (mit dem Status „Village“) im Jackson County im US-amerikanischen Bundesstaat Wisconsin. Im Jahr 2010 hatte Hixton 433 Einwohner.

## Geografie
Hixton liegt im Westen Wisconsins, rund 70 km östlich des Mississippi, der die Grenze zu Minnesota bildet.
Die geografischen Koordinaten von Hixton sind 44°23′09″ nördlicher Breite und 91°00′52″ westlicher Länge. Das Gemeindegebiet erstreckt sich über eine Fläche von 2,82 km² und ist vollständig von der Town of Hixton umgeben, ohne dieser anzugehören.
Nachbarorte von Hixton sind Alma Center (11,6 km nordöstlich), Black River Falls (19,9 km südöstlich), Taylor (12,5 km südwestlich), Pigeon Falls (21,1 km westnordwestlich) und Northfield (12,6 km nordwestlich).
Die nächstgelegenen größeren Städte sind Green Bay am Michigansee (280 km östlich), Wisconsins Hauptstadt Madison (225 km südöstlich), Wisconsins größte Stadt Milwaukee (332 km in der gleichen Richtung), La Crosse am Mississippi (89,5 km südsüdwestlich), Rochester in Minnesota (150 km westsüdwestlich), die Twin Cities in Minnesota (196 km westnordwestlich) und Eau Claire (65,6 km nordwestlich).

## Verkehr
Die Interstate 94 verläuft in Nordwest-Südost-Richtung entlang des nordöstlichen Ortsrandes. Der Wisconsin State Highway 95 führt in West-Ost-Richtung als Hauptstraße durch Hixton. Alle weiteren Straßen sind untergeordnete Landstraßen, teils unbefestigte Fahrwege sowie innerörtliche Verbindungsstraßen.
Für den Frachtverkehr verläuft eine Eisenbahnlinie der Canadian National Railway durch Hixton.
Die nächsten Flughäfen sind der Dane County Regional Airport in Madison (218 km südöstlich) und der Minneapolis-Saint Paul International Airport (215 km westnordwestlich).

## Bevölkerung
Nach der Volkszählung im Jahr 2010 lebten in Hixton 433 Menschen in 200 Haushalten. Die Bevölkerungsdichte betrug 153,5 Einwohner pro Quadratkilometer. In den 200 Haushalten lebten statistisch je 2,17 Personen. 
Ethnisch betrachtet setzte sich die Bevölkerung zusammen aus 94,9 Prozent Weißen, 3,0 Prozent amerikanischen Ureinwohnern, 0,2 Prozent Asiaten sowie 0,2 Prozent aus anderen ethnischen Gruppen; 1,6 Prozent stammten von zwei oder mehr Ethnien ab. Unabhängig von der ethnischen Zugehörigkeit waren 1,4 Prozent der Bevölkerung spanischer oder lateinamerikanischer Abstammung. 
21,9 Prozent der Bevölkerung waren unter 18 Jahre alt, 61,5 Prozent waren zwischen 18 und 64 und 16,6 Prozent waren 65 Jahre oder älter. 48,7 Prozent der Bevölkerung war weiblich.
Das mittlere jährliche Einkommen eines Haushalts lag bei 50.250 USD. Das Pro-Kopf-Einkommen betrug 27.515 USD. 7,4 Prozent der Einwohner lebten unterhalb der Armutsgrenze.